# Liste des maladies de la volaille
Les maladies de la volaille infectent diverses catégories de volailles. Au cours de leur vie, elles peuvent être affectées par de nombreuses maladies infectieuses, dangereuses et même parfois mortelles. Souvent, elles surviennent de manière soudaine, se diffusent rapidement et sont difficiles à contrôler, en particulier les maladies virales .

## Maladies selon la nature de l'agent pathogène

### Maladies virales

#### Bronchite infectieuse aviaire
La bronchite infectieuse aviaire est causée par un coronavirus appelé IBV. Elle affecte principalement le système respiratoire mais touche aussi le tube digestif les reins et le système reproducteur.

#### Grippe aviaire
La grippe aviaire est causée par différentes formes de virus. Elle entraîne principalement une modification des comportements généraux  (« frilosité, tassement des oiseaux, dépression, sous-consommation d’aliment et d’eau de boisson, plumage ébouriffé ») et des troubles respiratoires  (larmoiement, écoulement nasal, sinus infra-orbitaires gonflés, toux, râles plus ou moins sévères, pouvant parfois conduire à une suffocation mortelle). La productivité des pondeuses peut aussi baisser.

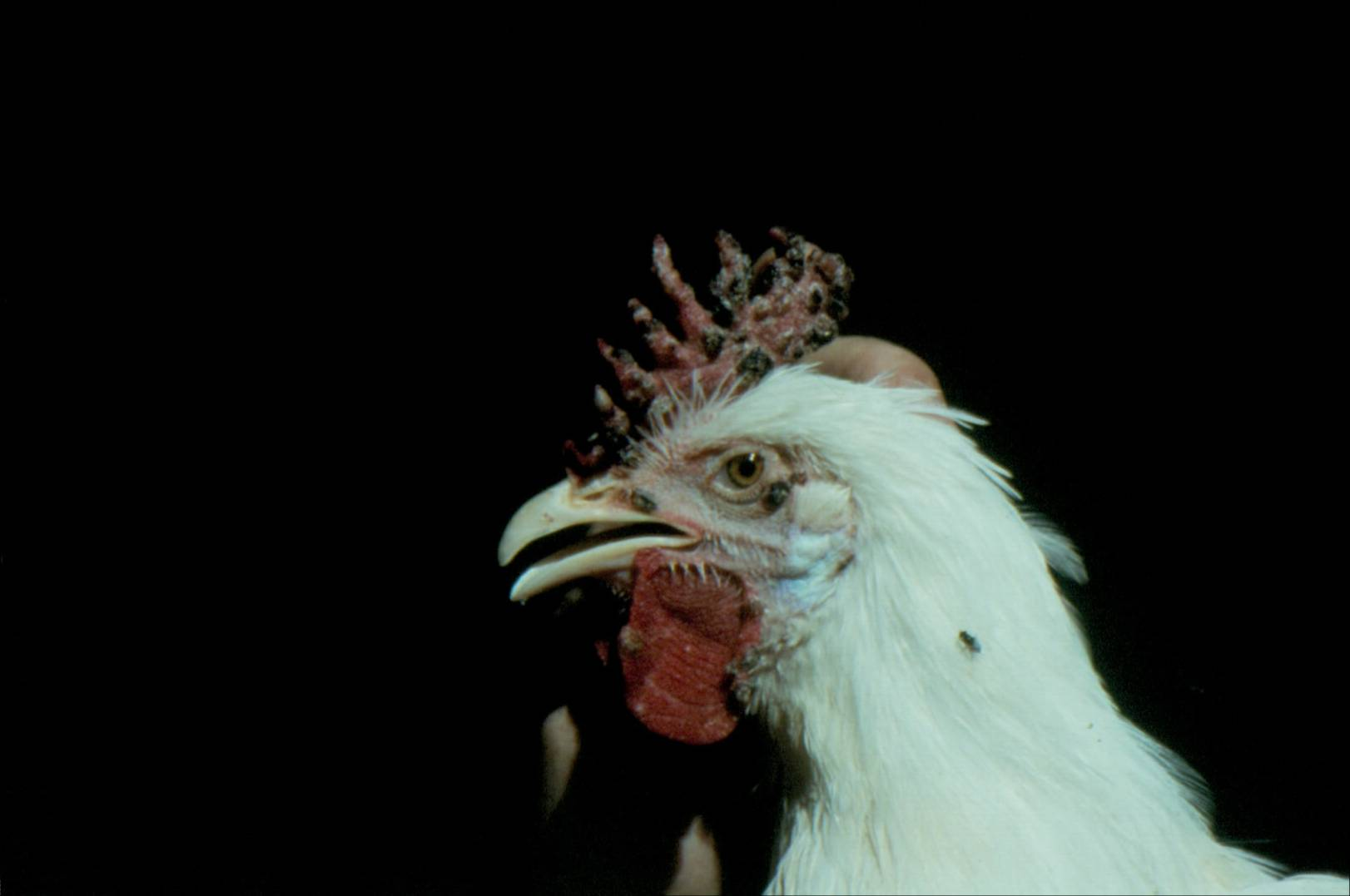
Poule atteinte de variole aviaire.

#### Variole aviaire
La variole aviaire est causée par les virus du genre Avipoxvirus. Elle présente une forme "sèche" ou "cutanée" qui cause l'apparition de pustules sur les parties sans plumes de l'animal, et une forme "humide" ou "diphtérique", caractérisée par des lésions au niveau des muqueuses des appareils respiratoire et digestifs supérieurs.

#### Maladie de Newcastle
La maladie de Newcastle est causée par un paramyxovirus de type 1. C'est une des maladies virales les plus graves. Elle entraîne des troubles respiratoires digestifs musculaires et nerveux conduisant à une posture et un comportement inhabituel ainsi qu'à des signes de dépressions. L'animal tourne ensuite en rond, avec la tête qui oscille, le cou qui se tord, des torticolis avant que le corps se tétanise. L'animal meurt finalement rapidement probablement par asphyxie.

#### Maladie de Marek
La maladie de Marek est un lymphome causée par un herpèsvirus.

#### Encéphalomyélite aviaire
L'encéphalomyélite aviaire est une maladie neurologique provoquant une ataxie et une faiblesse au niveau des pattes de l'animal.

### Maladies bactériennes

#### Salmonellose
Les salmonelloses sont causées par les entérobactéries du genre Salmonella,, notamment Salmonella enterica arizonae. Il existe des sérotypes motiles entraînant des paratyphoïdes, et des sérotypes non motiles pouvant entraîner la pullorose ou la fièvre typhoïde.

#### Colibacilioses
Les colibacilioses sont causées par Escherichia coli.

#### Choléra des poules
Le choléra des poules est causé par Pasteurella multocida.

#### Mycoplasmoses aviaires
Les mycoplasmoses aviaires sont causées principalement par les bactéries du genre Mycoplasma

### Maladies parasitaires

#### Coccidioses
Les coccidioses sont dues à des organismes unicellulaires appelées coccidies. Elles provoquent principalement des diarrhées.

#### Trichomonose aviaire
La trichomonose aviaire est causée par des Excavata du genre Trichomonas. Elle atteint le système digestif et provoque la mort rapide des oisillons.

#### Infestation par des vers
De nombreux types de vers peuvent parasiter les volailles. Parmi eux, certaines espèces parasitent le système digestif comme les ténias ou les espèces des genres Ascaris, Heterakis et Capillaria . D'autres affectent le système respiratoire comme le strongle Syngamus trachea.

#### Infestation de la peau
Les principaux parasites cutanés des volailles sont les tiques, les poux et les acariens causant la gale.

### Maladies fongiques

#### Aspergillose
L'aspergillose est une maladie respiratoire due aux champignons du genre Aspergillus.

#### Candidose
La candidose est une maladie de l'appareil digestif causée par Candida albicans .

### Carences
D'autres symptômes peuvent être dus à des carence en vitamine notamment les vitamines A, E, K, et B ou à un manque de sels minéraux tels que le calcium, le phosphore, le zinc et le manganèse.